# Alexandre Franca Nogueira
Pour les articles homonymes, voir Nogueira.
 (août 2010).
Si vous disposez d'ouvrages ou d'articles de référence ou si vous connaissez des sites web de qualité traitant du thème abordé ici, merci de compléter l'article en donnant les références utiles à sa vérifiabilité et en les liant à la section « Notes et références ».
Alexandre Franca Nogueira, né le 15 janvier 1978, est un combattant brésilien de combat libre. C'est un ancien compétiteur de Luta Livre. Il commence sa carrière professionnelle à l'âge de 21 ans en battant Noboru Asahi avec sa grande spécialité, l'étranglement en guillotine. 
Il a été le champion du Shooto en poids léger soit la catégorie des mois de 143 lb (65 kg) et a gardé sa ceinture 6 ans, 8 mois et 2 jours, lors du règne le plus long de l'histoire du MMA[réf. nécessaire], entre le 5 septembre 1999 et le 12 mai 2006.
Il s'entraine avec le World Fight Center.

## Palmarès en MMA
| Date       | Résultat | Adversaire          | Événement                                          | Méthode                                 | Round | Temps | Notes |
| 6/1/2008   | Défaite  | José Aldo           | WEC 34 - Sacramento                                | TKO (Poings)                            | 2     | 3:22  |       |
| 7/16/2007  | Victoire | Shuichiro Katsumura | K-1 Hero's - Middleweight Tournament Opening Round | KO (Poings)                             | 2     | 1:55  |       |
| 8/5/2006   | Défaite  | Kotetsu Boku        | K-1 - Hero's 6                                     | Décision (Unanime)                      | 2     | 5:00  |       |
| 7/6/2005   | Défaite  | Hideo Tokoro        | K-1 - Hero's 2                                     | KO (Coup de poing retourné)             | 3     | 0:08  |       |
| 3/11/2005  | Victoire | Joao Roque          | Shooto 2005 - 3/11 in Korakuen Hall                | Décision (Unanime)                      | 3     | 5:00  |       |
| 12/14/2004 | Victoire | Hideki Kadowaki     | Shooto 2004 - Year-End Show                        | Soumission Guillotine Choke             | 1     | 3:34  |       |
| 12/14/2003 | Victoire | Rumina Sato         | Shooto 2003 - Year-End Show                        | Soumission Guillotine Choke             | 1     | 0:41  |       |
| 8/10/2003  | Egalité  | Stephen Palling     | Shooto 2003 - 8/10 in Yokohama Gymnasium           | Egalité                                 | 3     | 5:00  |       |
| 12/14/2002 | Victoire | Hiroyuki Abe        | Shooto 2002 - Year-End Show                        | Soumission (Rear Naked Choke)           | 1     | 3:53  |       |
| 7/19/2002  | Défaite  | Hiroyuki Abe        | Shooto - Treasure Hunt 8                           | KO (Coups de poing)                     | 1     | 4:37  |       |
| 12/16/2001 | Victoire | Katsuya Toida       | Shooto - To The Top Final Act                      | Décision (Unanime)                      | 3     | 5:00  |       |
| 9/2/2001   | Victoire | Tetsuo Katsuta      | Shooto - To The Top 8                              | Soumission Guillotine Choke             | 2     | 2:45  |       |
| 5/1/2001   | Défaite  | Tetsuo Katsuta      | Shooto - To The Top 4                              | Décision (Majorité)                     | 3     | 5:00  |       |
| 12/17/2000 | Victoire | Stephen Palling     | Shooto - R.E.A.D. Final                            | Soumission Guillotine Choke             | 2     | 1:19  |       |
| 8/27/2000  | Victoire | Uchu Tatsumi        | Shooto - R.E.A.D. 9                                | Soumission Guillotine Choke             | 1     | 1:57  |       |
| 4/2/2000   | Victoire | Mamoru Okochi       | Shooto - R.E.A.D. 3                                | Décision (Unanime)                      | 3     | 5:00  |       |
| 12/11/1999 | Egalité  | Uchu Tatsumi        | VTJ 1999 - Vale Tudo Japan 1999                    | Egalité                                 | 3     | 8:00  |       |
| 9/5/1999   | Victoire | Noboru Asahi        | Shooto - Renaxis 4                                 | Soumission technique (Guillotine Choke) | 2     | 3:29  |       |
| 3/28/1999  | Victoire | Masahiro Oishi      | Shooto - Renaxis 1                                 | Soumission (Armbar)                     | 1     | 3:11  |       |
| 4/26/1998  | Victoire | Noboru Asahi        | Shooto - Shoot the Shooto XX                       | Soumission technique (Guillotine Choke) | 1     | 1:06  |       |